# レンブラントホールディングス
株式会社レンブラントホールディングスは、神奈川県厚木市に本社を置く事業再生・事業継承事業、ホテル事業、不動産事業、を営む企業である。

## グループ会社
- 株式会社レンブラントホテルズアンドリゾーツ[5]
- 株式会社レンブラントホテルマネジメント[6]
- 株式会社レンブラントホテル大分[7]
- 株式会社レンブラントホテル札幌[8]
- 株式会社レンブラントイン[9]
- 日越カインホア有限会社[10]
- 株式会社ATP[11]
- 有限会社PAM・J[12]
- 株式会社海老名第一ビルディング[13]
- 株式会社レンブラント・インベストメント[14]
- 新生レンブラントパートナーズ株式会社[15]
- 株式会社レンブラント・パートナーズ[16]
  - 経営支援先企業
- 株式会社ドムドムフードサービス[17]
- 株式会社アムリード[18]
- 株式会社オノプラント[19]
- 株式会社東海トリム[20]

## 沿革
出典：
- 2011年
  - 4月 - 「ロワジールホテル厚木」運営権取得、「レンブラントホテル厚木」としてリブランドオープン
  - 11月 - 株式会社レンブラントホテルホールディングス 設立
  - 12月 - 株式会社大分東洋ホテル全株式取得
- 2012年
  - 4月
    - 「大分東洋ホテル」を「レンブラントホテル大分」としてリブランドオープン
    - 「レンブラントイン横浜鶴見・西葛西」リブランドオープン

  - 7月 - 「株式会社厚木テレコムパーク」を「株式会社ATP」に社名変更
  - 9月 - 「鹿児島東急ホテル」全株式取得
- 2013年
  - 4月 - 「鹿児島東急ホテル」を「レンブラントホテル鹿児島」としてリブランドオープン
- 2014年
  - 4月 - 「レンブラントイン横浜鶴見・西葛西」を「ベストウェスタン横浜・東京西葛西」としてリブランドオープン
  - 11月 - 「レンブラントゴルフ倶楽部御殿場（旧東名御殿場カントリークラブ）」運営権取得
- 2015年
  - 4月
    - 「レンブラントホテル鹿児島」を「ベストウェスタンレンブラントホテル鹿児島リゾート」としてリブランドオープン
    - 「レンブラントゴルフ倶楽部御殿場」グランドオープン

  - 9月 - 株式会社レンブラントホテルズアンドリゾーツ 設立
  - 10月 - 株式会社レンブラントホテル町田 設立
  - 11月 - 「ホテル ザ・エルシィ町田」運営開始
- 2016年
  - 4月
    - 株式会社ATPを完全子会社化
    - 「ホテル ザ・エルシィ町田」を「ベストウェスタンレンブラントホテル東京町田」としてリブランドオープン

  - 5月 - 「株式会社アムリード」への投資を実行
  - 9月 - 日越カインホア有限会社の株式の80%を取得し、メーパールシーサンホテル運営開始
- 2017年
  - 2月 - 株式会社レンブラント・インベストメント　設立
  - 3月 
    - 有限会社PAM・Jが出資する合同会社ATCが「富士通厚木テクニカルセンター」の所有権取得
    - ダイエーとドムドムハンバーガー事業をレンブラントホールディングスへ譲渡する契約を締結。

  - 4月
    - 「株式会社レンブラントホテルホールディングス」を「株式会社レンブラントホールディングス」へ社名変更
    - ベストウェスタン東京西葛西グランデ」グランドオープン

  - 6月 – レンブラントホールディングスが、新生銀行の子会社である新生企業投資に対し、ドムドムフードサービスへの第三者割当増資を実施[22]。
  - 7月
    - 「株式会社ドムドムフードサービス」 への投資を実行
    - 株式会社ATP関西オフィス開設
    - 株式会社ATPにてJR新橋駅烏森口から徒歩3分に商業施設を取得
- 2018年
  - 2月
    - 日越カインホア有限会社を完全子会社化
    - 株式会社レンブラントホテル札幌 設立

  - 3月 - 新生レンブラントパートナーズ株式会社 設立
  - 4月
    - 株式会社レンブラントホテル厚木と株式会社レンブラントホテル町田を合併
    - 新生レンブラントパートナーズ 1号投資事業有限責任組合を通じて京商株式会社へ投資を実行

  - 6月 - 株式会社海老名第一ビルディングの株式を取得し、「オークラフロンティアホテル海老名」運営及びフィットネス施設運営、オフィスビル管理開始
  - 12月 - 「オークラフロンティアホテル海老名」を「レンブラントホテル海老名」としてリブランドオープン
- 2019年
  - 1月
    - 「メーパールシーサンホテル」を「レンブラントホテルニャチャン」としてリブランドオープン
    - 関西オフィス移転
    - 「レンブラントデリカテッセン」オープン

  - 3月
    - 本社オフィス移転
    - 栃木航空宇宙産業1号投資事業有限責任組合を通じて「株式会社オノプラント」への投資を実行

  - 5月 - 株式会社 ATPにて「LaLa 御殿場ホテル＆リゾート」の土地建物を取得
  - 6月 - 「LaLa 御殿場ホテル＆リゾート」を「レンブラントプレミアム富士御殿場」としてリブランドオープン
  - 7月 - 「株式会社レンブラントホテル厚木」を「株式会社レンブラントホテルマネジメント」に社名変更
  - 8月
    - 「東海トリム株式会社」への投資を実行
    - 「レンブラントスタイル札幌」グランドオープン
- 2020年
  - 7月 -「レンブラントスタイル御殿場駒門」グランドオープン
  - 9月1日 - 「レンブラントスタイル本厚木」が開業予定であったが、無期限延期[23]
    - 9月10日 - 「レンブラントスタイル本厚木」を新型コロナウイルスに感染した無症状・軽症患者の宿泊療養施設として神奈川県に提供開始[24]。

  - 10月 -「ベストウェスタンレンブラントホテル東京町田」を「レンブラントホテル東京町田」としてリブランドオープン
- 2021年
  - 6月 -「レンブラントキャビン新宿新大久保」リブランドオープン[25]
  - 12月 -「レンブラントスタイル横浜関内」リブランドオープン[26]
  - 12月 -「レンブラントスタイル東京西葛西」、「レンブラントスタイル東京西葛西グランデ」リブランドオープン[27]
- 2022年
  - 1月 -「株式会社アムリード」株式譲渡[28]
- 2023年
  - 12月 - レンブラントホテル札幌の従業員が北海道庁や札幌市の旅行補助制度を悪用していたことが発覚。北海道庁へ申告した[29]。